# Commission nationale de réparation de la détention provisoire
Pour les articles homonymes, voir CRD.
Dans la procédure pénale française, la Commission nationale de réparation des détentions provisoires (CRD ou CNRD), placée près de la Cour de cassation, constitue la juridiction d'appel des décisions prises par le premier président de la Cour d'appel en matière de réparation des détentions provisoires. 
La Commission est surnommée « chambre des innocents ».
Dans d’autres pays, ce type de commission n’existe pas et la réparation est forfaitaire : c’est le cas en Italie, en Allemagne ou au Danemark où elle s’élève à 80 € / jour.

## Historique
La loi du 17 juillet 1970 créée une indemnisation pouvant être accordée à la personne ayant fait l’objet d’une détention provisoire au cours d'une procédure terminée à son égard par une décision de non-lieu, de relaxe ou d'acquittement devenue définitive, lorsque cette détention lui a causé un préjudice manifestement anormal et d'une particulière gravité.
La loi du 15 juin 2000 renforçant la protection de la présomption d’innocence et les droits des victimes créé la commission nationale d’indemnisation des détentions provisoires,.

## Composition
Le bureau de la Cour de cassation peut décider que la commission nationale comportera plusieurs formations.
La commission nationale, ou le cas échéant chacune des formations qu’elle comporte, est composée du premier président de la Cour de cassation, ou de son représentant, qui la préside, et de deux magistrats du siège de la cour ayant le grade de président de chambre, de conseiller ou de conseiller référendaire, désignés annuellement par le bureau de la cour. Outre ces deux magistrats, ce bureau désigne également, dans les mêmes conditions, trois suppléants.
Les fonctions du ministère public sont remplies par le parquet général près la Cour de cassation.

## Demande d'indemnisation
Lorsqu'une décision de non-lieu, de relaxe ou d'acquittement est rendue, la personne qui a fait l'objet d'une détention provisoire peut demander la réparation intégrale du préjudice moral et matériel que lui a causé cette détention.
La demande est portée devant le premier président de la Cour d'appel  dans le ressort de laquelle a été prononcée la décision de non-lieu, de relaxe ou d'acquittement, dans le délai de six mois de cette décision devenue définitive. La décision prise par le premier président peut, dans les dix jours de sa notification, faire l'objet d'un recours devant la commission. La décision de cette dernière n'est alors susceptible d'aucun recours.
Au jour de l’audience, après le rapport, le demandeur et l’agent judiciaire de l'État ou leurs avocats respectifs sont entendus en leurs observations. Le procureur général près la Cour de cassation développe ses conclusions. Le demandeur et l’agent judiciaire de l'État ou leurs avocats respectifs peuvent alors répliquer, le demandeur ou son avocat ayant la parole en dernier.